# Pfarrkirche Kufstein-Endach

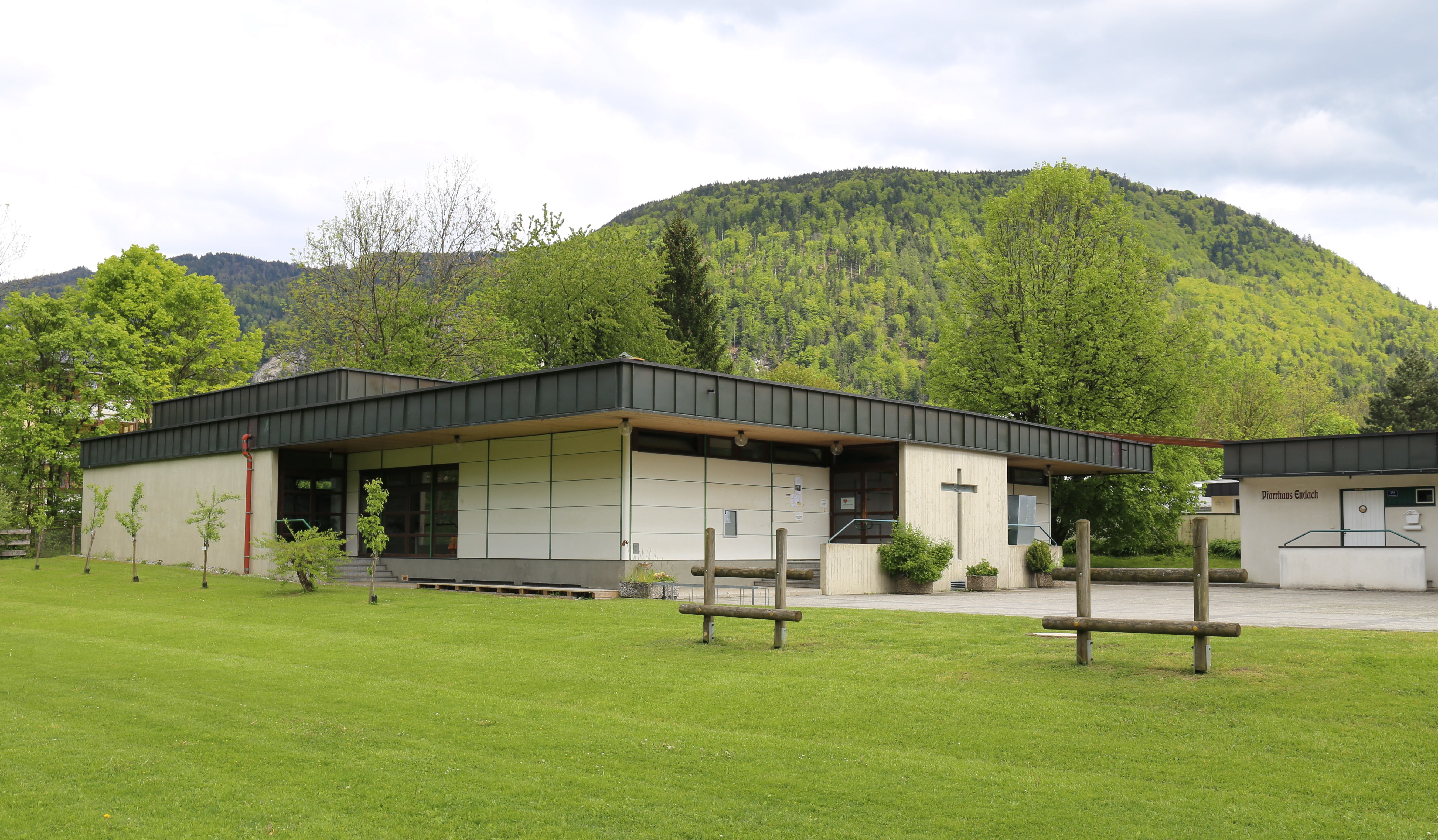
Pfarrkirche Endach

Die Pfarrkirche Kufstein-Endach steht in der Einfangstraße 10 im Stadtteil Endach in der Stadtgemeinde Kufstein im Bezirk Kufstein im Bundesland Tirol. Die dem Patrozinium Heilige Familie unterstelle Pfarrkirche gehört zum Dekanat Kufstein in der Erzdiözese Salzburg.

## Geschichte
Am 1. Juni 1966 wurde das Stadtpfarrvikariat zur Heiligen Familie in Kufstein-Endach gegründet. Im Jahr 1970 konnte man für den Bau eines Seelsorgezentrums die Leitnerfelder erwerben. Ab dem 21. Dezember 1975 (Patrozinium: Sonntag vor Weihnachten) wurden die Gottesdienste bei der Familie Horejs in der Prof.-Prenn-Straße 11 abgehalten. Der Spatenstich für den Kirchenbau erfolgte am 23. Juli 1979. Mit der Grundsteinlegung begann man mit dem Bau, am 30. November 1980 wurde im Pfarrzentrum der erste Gottesdienst gefeiert. Im Oktober 1981 wurde der Altar und der Tabernakel vom Erzbischof Karl Berg geweiht.
Der geplante Glockenturm wurde nicht errichtet.

## Ausstattung
Die Altargestaltung schuf die Familie Höck Wolfgang – Franziska – Michaela in Zusammenarbeit mit der Glaserei Ehrenstrasser in Kirchbichl. Die Technik, die angewandt wurde, ist eine ganz spezielle. Glassplitter in unterschiedlichster Größe und Farbe wird auf ein Glas gelegt, dann kommt eine zweite Glasplatte darauf und das ganze wird 24 Stunden erhitzt. Dann erst wird das endgültige Ergebnis sichtbar. Die Vorrichtung zum Aufhängen der Elemente wurde von der Firma Freisinger gemacht.
Die Figur einer weißen Madonna schuf der Bildhauer Hans Osterfeld (1921–1999). Den Kreuzweg schuf OSR Hans Henzinger.
Eine Glocke aus der Spitalskirche, gegossen von Josef Georg Miller 1839, wurde hierher übertragen und im Foyer situiert.